# Фруктоїд-довгодзьоб жовточеревий
Фруктоїд-довгодзьоб жовточеревий (Toxorhamphus novaeguineae) — вид горобцеподібних птахів родини фруктоїдових (Melanocharitidae).

## Поширення
Вид поширений в Новій Гвінеї, а також присутній на деяких сусідніх островах (Япен, Вайгео, Місоол, Батанта, Салават та Ару).

## Опис
Дрібний птах завдовжки 12,5 см та вагою 14-15 г. Зовні схожий на нектарок. Тіло округле з короткою шиєю, міцними ногами та коротким квадратним хвостом. Дзьоб довгий та тонкий, зігнутий донизу.
Забарвлення голови, спини, крил і хвоста оливково-зелене. Нижня частина тіла світло-жовтого кольору.

## Спосіб життя
Мешкає у дощових та галерейних лісах, а також вторинних лісах з великою кількістю епіфітів. Трапляється парами або поодинці. Активний вдень. Живиться дрібними комахами та нектаром. Єдине спостереження гнізда у жовтні 2014 року в Мадангу. Воно мало чашоподібну форму і було збудованне між дистальними гілками дерев із сухих рослин, павутиння та лишайників. Вважається, що вид гніздиться в посушливий сезон, проте інших даних про розмноження цих птахів немає.